# Дистрофия боуменовой мембраны I типа
Дистрофия боуменовой мембраны I типа, более известная как дистрофия роговицы Рейса — Бюклерса — редкая форма дистрофии роговой оболочки глаза человека, поражающая слой под названием боуменова мембрана. Болезнь ассоциирована с мутациями гена TGFBI, кодирующего кератоэпителин.
Симметричные ретикулярные помутнения, обычно возникающие в роговице обоих глаз к 4—5 годам, приводят к выпуклостям эпителия роговицы, вызывая эрозии, провоцируя приступы гиперемии, боли, светобоязни.
Впервые болезнь была описана в 1917 году В. Рейсом, а в 1949 году М. Бюклерсом.

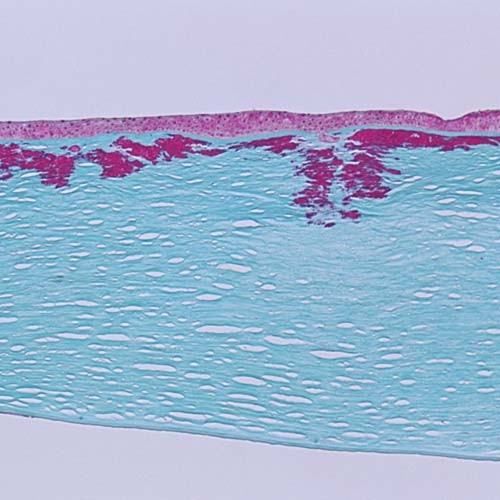
Оптическая микроскопия, на которой видны характерные окрашенные в красный (трёхцветная окраска по Массону) отложения мутировавшего кератоэпителина в поверхностном слое стромы роговицы